# Montalbán de Córdoba
Montalbán de Córdoba es un municipio español situado al suroeste de la provincia de Córdoba, en la comunidad autónoma de Andalucía. Se encuentra en la comarca de la Campiña Sur Cordobesa y pertenece al partido judicial de Montilla. Sus coordenadas geográficas son 37° 35′ N, 4° 45′ O. Se halla situado a una altitud de 273 m y a unos 42 km de la capital de provincia, Córdoba. La extensión de su término municipal es de 33,6 km². En el año 2016 contaba con 4473 habitantes y una densidad de población de 132,89 hab/km².
Montalbán es ampliamente conocido por su cultivo del ajo, siendo el primer productor de ajo de Andalucía y aglutinando el 37% de la producción de ajo de la Unión Europea.

## Etimología
El nombre del municipio deriva del latín MONTEM·ALBANVM, que significa 'monte blanco', evolucionando a Monte Albano, después a Mont' Alban' y finalmente es Montalbán. Este nombre es consecuencia del color de la tierra del monte o cerro sobre el que se halla la localidad, que es de caliza blanca. La primera vez que aparece documentado el nombre del municipio es a mediados del siglo XIV y en la forma "Monte Alván".

## Historia

### Prehistoria
El descubrimiento de un vaso campaniforme, perteneciente probablemente a una sepultura o a un ajuar funerario, demuestra que estas tierras estuvieron habitadas por comunidades de la Edad del Cobre. Dicho vaso campaniforme es un recipiente cerámico de forma acampanada, decorado con líneas en zigzag horizontales. Localizado en mitad del término municipal se halla el yacimiento arqueológico de Los Carramolos, sobre la cadena de cerros del mismo nombre, en el cual se ha descubierto cerámica ibérica típica.

### Edad Antigua
Sólo se tienen datos de la localidad procedentes de la época romana, sin ninguna referencia vándala o visigoda.

#### Época romana
Según una tradición pseudohistórica (por su falta de documentación), en la época romana, durante las guerras púnicas, tuvo lugar cerca del municipio (de nombre SEGOVIA) una batalla entre las tropas romanas del general Escipión el Africano y el general cartaginés Hannón el Grande, según narra el historiador romano Estrabón. El general Escipión venció a los cartagineses y retuvo a Hannón en la "fortaleza" del municipio, que utilizó como "cuartel general" para su guerra contra los cartagineses. Así, tras ganar la guerra y regresar allí de nuevo, le otorgó en el año 208 a. C. el título de municipio, pero no hay documentación alguna que verifique lo antedicho. De esta época se conservan las catacumbas paleocristianas de Tentecarreta, únicas en España y que, según unas monedas y un anillo episcopal encontrados en el yacimiento, datan del siglo IV d. C. o V d. C..

### Edad Media

#### Época árabe
Durante la época de Al-Ándalus, Montalbán se encontraba en la frontera entre la Cora de Córdoba y la de Cabra. De esta época se tiene constancia de la existencia de un castillo o fortaleza andalusí, si bien en la actualidad no queda resto alguno de tal construcción ya que fue derribado y su solar usado como era (Era del Castillo) reutilizando sus materiales de construcción para edificios tales como la ermita del Calvario.

#### Reconquista cristiana
Montalbán fue reconquistado por Fernando III entre febrero de 1240 y marzo de 1241. El 16 de abril de 1257, el municipio pasó a depender del caballero de origen portugués Gonzalo Yáñez Dovinal a quien Alfonso X, en recompensa por su colaboración en la reconquista del valle del Guadalquivir, concedió en señorío la villa y castillo de Aguilar, de la cual dependía Montalbán, formando así Montalbán parte del señorío de Aguilar. Más tarde fue heredado por su hijo, Gonzalo Yáñez de Aguilar, quien a su vez lo dejó en herencia a su hijo. Éste murió sin descendencia por lo cual, a mediados del siglo XIV d. C., su herencia fue destinada a su hermano Fernán González. Posteriormente, en 1356, lo vendió por 15.000 maravedís a Diego Fernández de Córdoba. Tras su muerte fue heredado por su hija Beatriz Fernández de Córdoba quien se casó con Fernán Alfonso de Montemayor pasando así a pertenecer Montalbán a la Casa de Montemayor. A mediados del siglo XV d. C. fue heredado por su único hijo Alfonso Fernández de Montemayor, quien a su vez lo dejó en herencia a su hija Beatriz. Beatriz y su marido Fernán Yáñez de Badajoz lo vendieron por 3.000.000 de maravedís al Alcaide de los Donceles el cual cedió sus derechos de compra a Pedro Fernández de Córdoba, señor de Aguilar y marqués de Priego. De esta forma, Montalbán volvió nuevamente a depender de la Casa de Aguilar.

### Edad Moderna
Montalbán formaba parte del Marquesado de Priego, en el cual fue incluido a finales del Antiguo Régimen. La principal actividad económica era la agricultura, la mayoría de los trabajadores del municipio eran jornaleros, muy pocos de ellos propietarios, llamados "muleretes" por tener mulos o bestias de labranza y eran seguidos de lejos por escasos artesanos.
En 1603, el Rey Felipe III El Piadoso creó el Marquesado de Montalbán a favor de Pedro Fernández de Córdoba-Figueroa, IV marqués de Priego. El de Marqués de Montalbán fue un título usado para el heredero del marquesado de Priego, que generalmente lo recibía en la fecha de su nacimiento, pero esta costumbre cayó en desuso a finales del siglo XIX d. C.. En la actualidad, se encuentra el título de "marqués de Montalbán" en la casa de Medinaceli.
El inmemorial escudo de armas de Montalbán pudo deducirse del de Medinaceli, en Soria, mezcla de Castilla, León y el Condado de Foix. Pero separando castillo y león en los cuarteles 1 y 4, dejando al león de gules y sin corona para que sea de Córdoba, invirtiendo el orden de las flores de lis a 1 y 2 y su color de oro a azur, y poniéndolas sobre campo de plata. Todo el escudo posado sobre el pecho del águila bicéfala de sable sumado de una corona real abierta, que es el soporte de todo el escudo y que es conoció popularmente como "El Aguilucho de La Tercia".

### Edad Contemporánea
En 1812, durante la Guerra de Independencia Española, Montalbán era afrancesado con su Ayuntamiento a la cabeza y contrario a la vuelta de Fernando VII. A pesar de lo cual se dice que los franceses incendiaron el archivo municipal, extremo que no está demostrado en absoluto, pues los documentos de la época siguen en la Fundación Medinaceli.
Hasta la reforma de la nomenclatura municipal de 1916 el municipio se llamaba simplemente Montalbán. En dicha fecha su nombre fue modificado por el de Montalbán de Córdoba.
Acerca de la Guerra Civil, no se conocen muchos datos debido a que se quemaron las actas municipales durante dicho conflicto. En agosto de 1936, el bando sublevado ocupa el municipio, junto con otras localidades cercanas.

## Geografía física

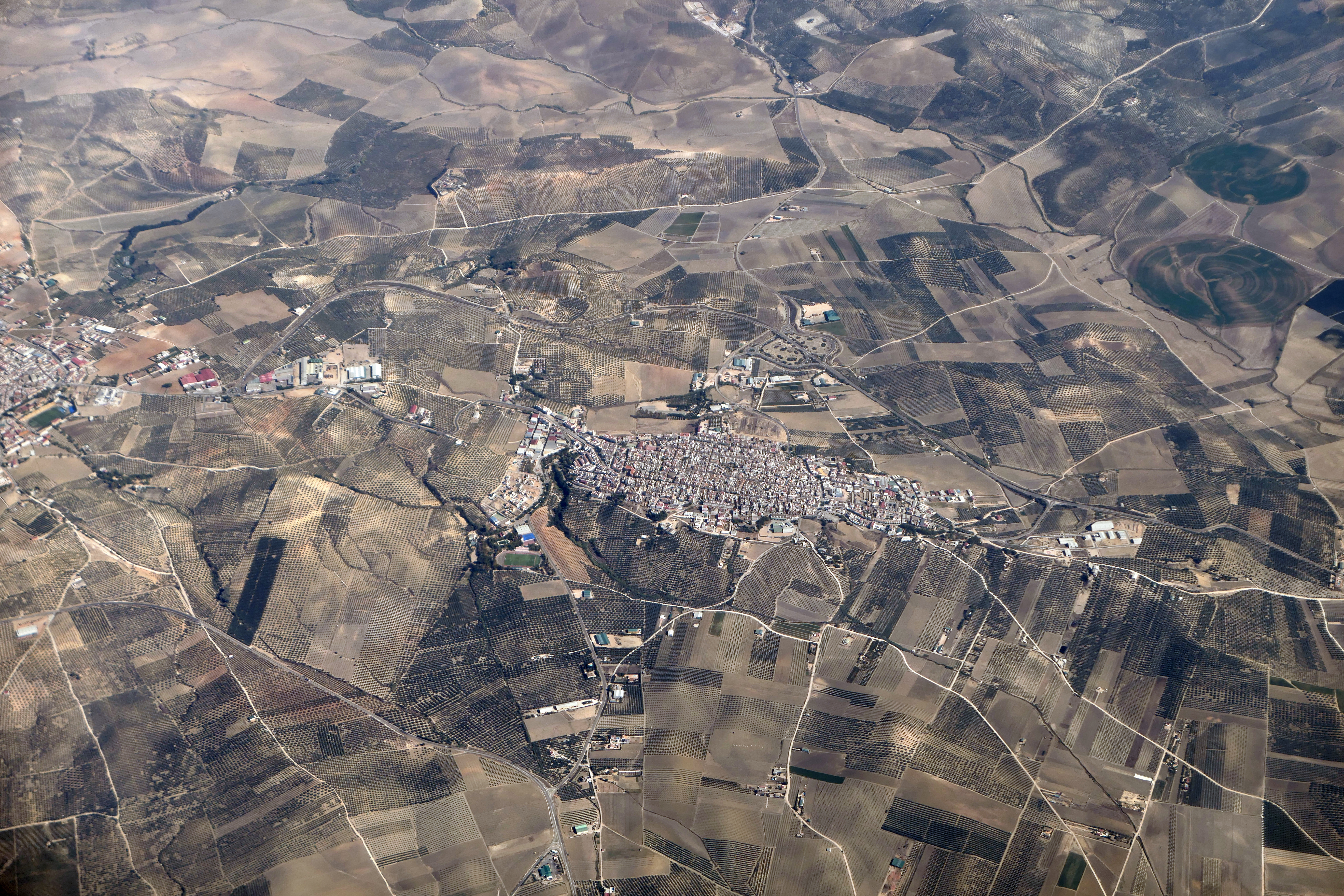
Vista aérea de Montalbán de Córdoba.

Mapa hidrográfico del término municipal de Montalbán de Córdoba. A su alrededor los términos municipales de las localidades vecinas: al norte, La Rambla, al sur Aguilar de la Frontera, al este Montilla y al oeste Santaella.

### Ubicación
El término municipal de Montalbán se encuentra en el suroeste de la provincia, en pleno centro de la comarca de la Campiña Sur Cordobesa y en la subcomarca de la Campiña Alta. La única localidad del término se halla sobre la allanada cima de un cerro, formado por la erosión del arroyo de Las Chorreras y el de Pedro Bascón y que ha resistido a la erosión debido a que gran parte de su composición es de piedra caliza. Limita al norte con La Rambla, al este con Montilla, al sur con Aguilar de la Frontera y al oeste con Santaella. Tiene una extensión superficial de 33,9 km² y se encuentra, por término medio, a una altitud de 273 m s. n. m.

### Geología

#### Relieve
El municipio se encuentra en la depresión del Guadalquivir, debido a lo cual posee un suave relieve con presencia de pequeñas lomas o como lo definió el poeta local Eloy Vaquero "un mar de cerritos". Así, su altitud media sobre el nivel del mar es de 273 m s. n. m. estando su punto más alto a 349 msm, a una diferencia de tan solo 76 m, y no sobrepasando en ningún punto del término municipal el 7% de pendiente del terreno.

#### Edafología
El 80% de la superficie del municipio son suelos regosoles calcáreos, el 15% de la superficie son suelos vertisoles y el 5% restante son suelos fluvisoles calcáreos.

#### Hidrografía
Los cursos fluviales que recorren el término municipal son temporales, de modo que solo poseen caudal durante las estaciones de lluvia, excepto el río Cabra al sur. En el término municipal pueden distinguirse dos grupos hidrográficos. En el norte se encuentran el arroyo de las Chorreras y el arroyo de Pedro Bascón que desembocan en el arroyo del Salado, el cual atraviesa el término municipal de este a oeste. Al sur destacan el río Cabra y el arroyo de los Cobos, afluente del anterior.

### Vértices geodésicos
En el término municipal se encuentra instalado un vértice geodésico, situado en la cima del cerro de los Caramolos.
| Punto geodésico | Altitud (m s. n. m.) | Número | Fecha de construcción    | Hoja MTN | Coordenadas                                                     |
| --------------- | -------------------- | ------ | ------------------------ | -------- | --------------------------------------------------------------- |
| Caramolos       | 316,873              | 96 632 | 27 de septiembre de 1984 | 966      | 37°32′44.20542″N 4°44′52.57289″O / 37.5456126167, -4.7479369139 |

### Clima
El clima del municipio es mediterráneo, con veranos calurosos e inviernos suaves, aunque mostrando algunos aspectos del clima continental debido a la importante distancia que lo separa del mar y, por tanto, de sus influencias sobre el clima.
El máximo valor de las temperaturas medias máximas es de 42 °C, el mínimo de las temperaturas medias mínimas de -0,6 °C y la media de las temperaturas medias de 16,2 °C.
| Datos climatológicos de Montalbán de Córdoba, | Datos climatológicos de Montalbán de Córdoba, | Datos climatológicos de Montalbán de Córdoba, | Datos climatológicos de Montalbán de Córdoba, | Datos climatológicos de Montalbán de Córdoba, | Datos climatológicos de Montalbán de Córdoba, | Datos climatológicos de Montalbán de Córdoba, | Datos climatológicos de Montalbán de Córdoba, | Datos climatológicos de Montalbán de Córdoba, | Datos climatológicos de Montalbán de Córdoba, | Datos climatológicos de Montalbán de Córdoba, | Datos climatológicos de Montalbán de Córdoba, | Datos climatológicos de Montalbán de Córdoba, | Datos climatológicos de Montalbán de Córdoba, | Datos climatológicos de Montalbán de Córdoba, |
| Mes                                           | Ene                                           | Feb                                           | Mar                                           | Abr                                           | May                                           | Jun                                           | Jul                                           | Ago                                           | Sep                                           | Oct                                           | Nov                                           | Dic                                           | Anual                                         |                                               |
| --------------------------------------------- | --------------------------------------------- | --------------------------------------------- | --------------------------------------------- | --------------------------------------------- | --------------------------------------------- | --------------------------------------------- | --------------------------------------------- | --------------------------------------------- | --------------------------------------------- | --------------------------------------------- | --------------------------------------------- | --------------------------------------------- | --------------------------------------------- | --------------------------------------------- |
| Temperatura media anual (°C)                  | 07,5                                          | 08,6                                          | 10,7                                          | 12,8                                          | 16,5                                          | 21,1                                          | 25,3                                          | 25,7                                          | 23,0                                          | 16,9                                          | 11,7                                          | 08,3                                          | 15,7                                          |                                               |
| Precipitación media (mm)                      | 73,2                                          | 60,0                                          | 44,7                                          | 58,8                                          | 33,1                                          | 23,5                                          | 06,1                                          | 04,5                                          | 18,8                                          | 62,4                                          | 79,0                                          | 68,5                                          | 532,6                                         |                                               |
| Evapotranspiración potencial (mm)             | 18,9                                          | 22,9                                          | 32,0                                          | 40,8                                          | 60,3                                          | 87,0                                          | 119,0                                         | 127,0                                         | 107,1                                         | 68,2                                          | 38,3                                          | 21,8                                          | -                                             |                                               |
| Evapotranspiración real (mm)                  | 18,9                                          | 22,9                                          | 32,0                                          | 40,8                                          | 60,3                                          | 87,0                                          | 15,4                                          | 4,5                                           | 18,8                                          | 62,4                                          | 38,3                                          | 21,8                                          | -                                             |                                               |
| Reserva de agua (mm)                          | 100,0                                         | 100,0                                         | 100,0                                         | 100,0                                         | 72,8                                          | 9,3                                           | 0,0                                           | 0,0                                           | 0,0                                           | 0,0                                           | 40,7                                          | 87,4                                          | -                                             |                                               |

## Demografía
Montalbán de Córdoba cuenta con una población de 4435 habitantes (INE 2024).
| Gráfica de evolución demográfica de Montalbán de Córdoba entre 1842 y 2021 |
| |
| Población de derecho según los censos de población del INE Población de hecho según los censos de población del INEEn estos censos se denominaba Montalbán: 1842, 1857, 1860, 1897, 1900 y 1910 En este censo se denominaba Montalván: 1887 |

Según el censo de 2020, Montalbán cuenta con una población de 4467 habitantes, concentrada en un único núcleo poblacional, y una densidad de población de 131,31 hab/km².
Entre la última mitad del siglo XVIII d. C. y la primera del siglo XIX d. C. la población se mantuvo estable. A partir de entonces la población del municipio permaneció en crecimiento hasta alcanzar en el 1960 la cifra de 4.615 habitantes. Desde ese momento la población decrece debido principalmente al éxodo migratorio, habiendo reducido su cifra una década después a 4.181 habitantes. A partir de 1991 se observa una recuperación en el crecimiento demográfico. A principios de los años 90 el crecimiento demográfico se mantiene, en gran medida, debido al aumento de la inmigración y a un buen nivel del crecimiento natural. A partir de 1995 comienza a descender el crecimiento natural, llegando a su mínimo en el 1996. Se detuvo así el magnífico crecimiento que Montalbán había mantenido durante las anteriores décadas. Desde el 1996, el municipio mantiene un estancamiento en el número de población.

#### Natalidad
En el año 2002 hubo un total de 58 nacimientos, una tasa de natalidad baja aunque similar al del resto de municipios cercanos de iguales condiciones.
La esperanza de vida al nacer se ha ido incrementando desde principios del siglo XX d. C.. Del total de nacimientos, el 48,27% fueron de madres de entre 30 y 34 años y el 36,2% de entre 25 y 29 años. El 63,79% fueron varones.

#### Mortalidad
Comparando la mortalidad entre sexos, la mortalidad masculina es mayor que la femenina en edades comprendidas entre los 50 y 59 años, mientras que entre los 60 y 79 años la mortalidad mayor es la femenina. Así, las mujeres suelen tener una vida más larga.
En el año 2002, las principales causas de mortandad fueron las enfermedades del sistema circulatorio y los tumores.

#### Migración
Los años en que el pueblo recibió una mayor inmigración fueron los años 1994, 2000 y 2003, en los cuales recibió alrededor de 50 inmigrantes, mientras que los de menor inmigración fueron 1998 y 2001. Asimismo el máximo número de emigrantes se produjo en 1997 y el mínimo en 1996, siendo muy significativas las emigraciones de personas entre 16 y 39 años (el 60,47%).

### Población por edad y sexo
En 2001, la edad media de la población era de 39,56 años: 38,76 para los varones y 39,91 para las mujeres. El 22,64% de la población tenía 19 años o menos, el 59,08% tenía entre 20 y 64 años, mientras que el 18,27% de la población tenía más de 64 años. En total había en 2009 en Montalbán 2.264 mujeres (49,31% del total de la población) y 2.327 hombres (50,68%). El número de hombres supera al de mujeres, al contrario que en el total de Andalucía y de España.

### Población extranjera
| Continente | Países                                                                             | Total |
| África     | Marruecos (8)                                                                      | 9     |
| América    | Argentina (2), Brasil (1), Cuba (2), Chile (1), Perú (1), República Dominicana (2) | 9     |
| Asia       | -                                                                                  | 0     |
| Europa     | Alemania (1), Francia (2), Rumanía (15)                                            | 18    |
| Oceanía    | -                                                                                  | 0     |
| Total      | -                                                                                  | 36    |

## Administración y gobierno local

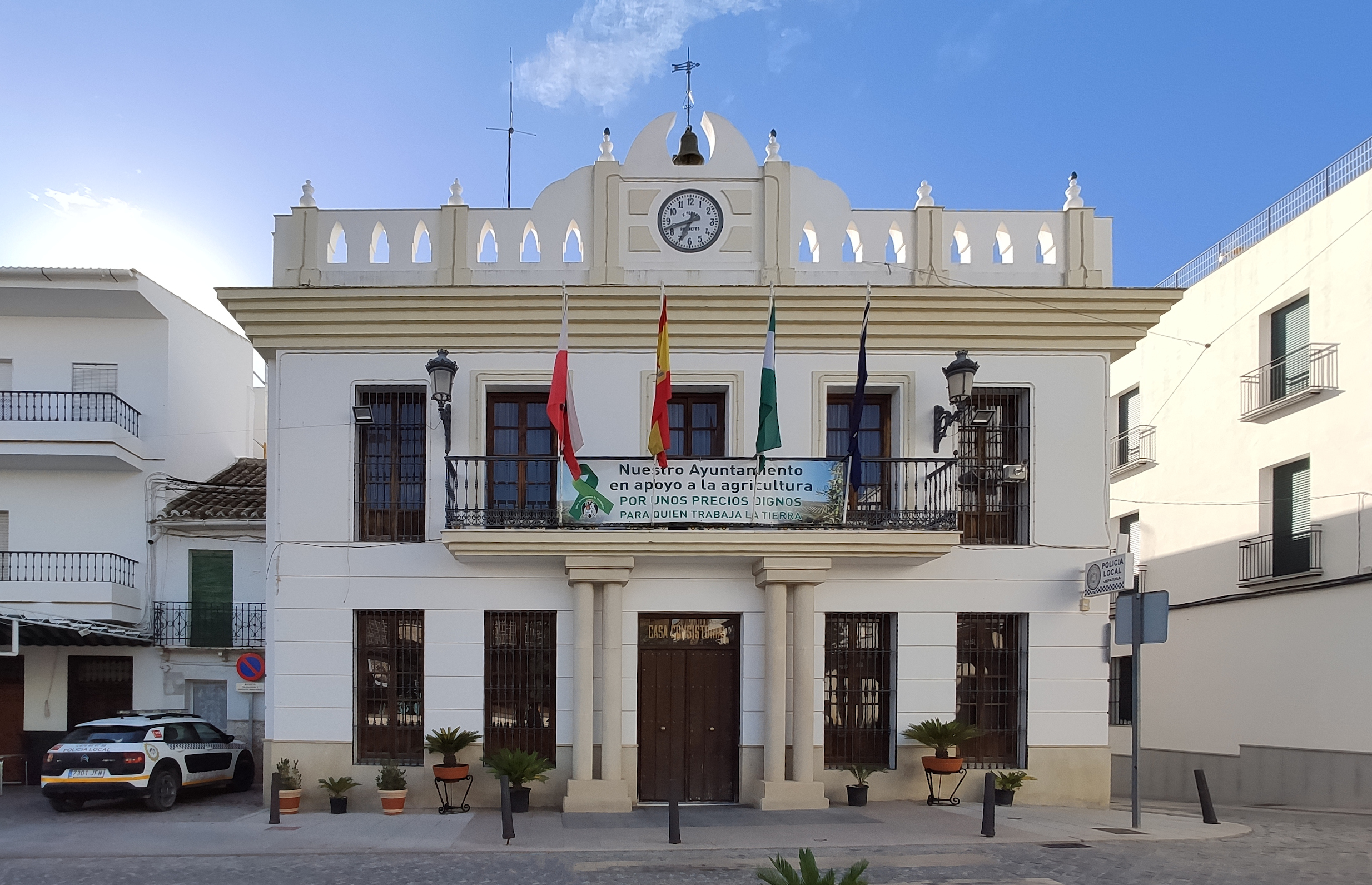
Casa Consistorial de Montalbán de Córdoba. El actual edificio fue construido a imitación del antiguo ayuntamiento que se encontraba en el mismo lugar y databa de 1880.

Corporación municipal desde las elecciones municipales de 2015.
IU LV-CA: 8 concejales.
PP: 2 concejales.
PSOE: 1 concejal.

La administración política actual (2015) de Montalbán se realiza a través de un Ayuntamiento de gestión democrática cuyos componentes se eligen cada cuatro años por sufragio universal. El censo electoral está compuesto por todos los residentes empadronados mayores de 18 años y nacionales de España y de los otros países miembros de la Unión Europea. Según lo dispuesto en la Ley del Régimen Electoral General, que establece el número de concejales elegibles en función de la población del municipio, la corporación municipal de Montalbán está formada por 11 concejales.
En las últimas Elecciones Municipales celebradas en 2015, la constitución del Ayuntamiento fue de 8 concejales pertenecientes a IU LV-CA, 2 concejales pertenecientes al PP y 1 concejal perteneciente al PSOE. Como consecuencia de dichos resultados fue elegido en pleno municipal como alcalde de Montalbán, hasta las siguientes elecciones municipales de 2019, Miguel Ruz Salces de IU LV-CA.
| Lista de alcaldes desde las elecciones democráticas de 1979 |                           |          |
| Legislatura                                                 | Nombre                    | Grupo    |
| 1979-1983                                                   | Juan José Vaquero Jiménez | PCE-A    |
| 1983-1987                                                   | Pedro Jiménez Sillero     | PCE-A    |
| 1987-1991                                                   | José Muñoz Rivilla        | IU-LV-CA |
| 1991-1995                                                   | José Muñoz Rivilla        | IU-LV-CA |
| 1995-1999                                                   | José Muñoz Rivilla        | IU-LV-CA |
| 1999-2003                                                   | Florencio Ruz Bascón      | PSOE-A   |
| 2003-2007                                                   | Florencio Ruz Bascón      | PSOE-A   |
| 2007-2011                                                   | José Cañero Morales       | IU LV-CA |
| 2011-2015                                                   | Miguel Ruz Salces         | IU LV-CA |
| 2015-2019                                                   | Miguel Ruz Salces         | IU LV-CA |
| 2019-2023                                                   | Miguel Ruz Salces         | IU LV-CA |
| 2023-actualidad                                             | Miguel Ruz Salces         | IU LV-CA |

## Economía

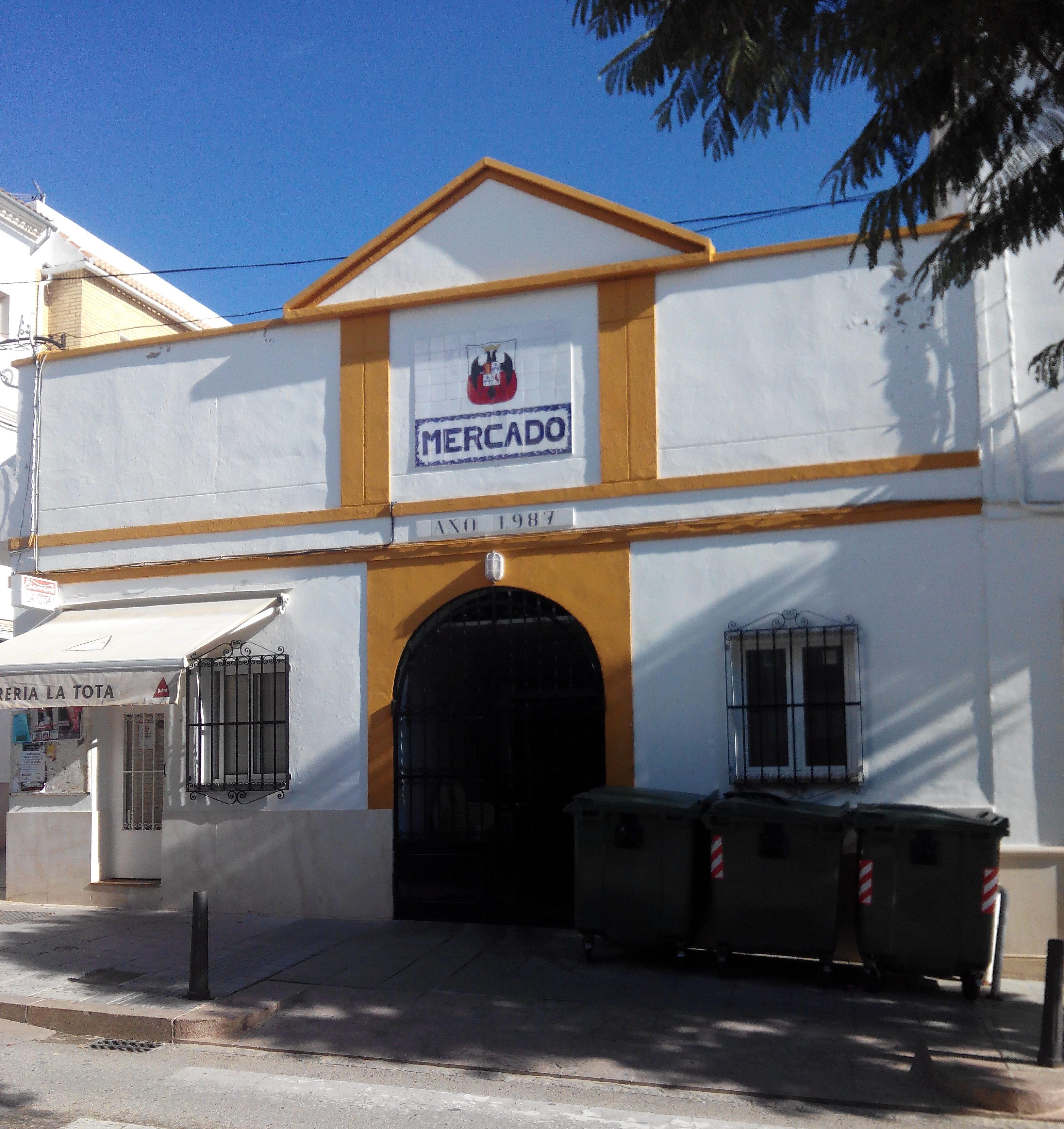
Mercado de abastos

### Estructura económica

#### Sector primario
El sector primario es el principal sector económico del municipio, ya que el 55,19 % de su población se dedica a la agricultura y la ganadería.
La agricultura es la actividad económica más extendida siendo célebre su cultivo del ajo. La superficie cultivada es de 2687 km², suponiendo el 79,02% de la extensión superficial del municipio.
La ganadería tiene poca relevancia en el municipio, principalmente como consecuencia de la gran importancia que tiene la agricultura. La ganadería aviar es la más numerosa, suponiendo el 65,43% de las cabezas de ganado que existen en el municipio, seguida por la ganadería porcina, con un 25,93%, y en menor medida por la ganadería equina y ovina.

#### Sector secundario
Las actividades económicas del sector secundario suponen el 93% de las actividades empresariales de Montalbán. Destacan la industria de la madera, corcho y muebles; la elaboración, envasado y manipulación de ajos y otros; la carpintería metálica; la industria mecánica; la fabricación y envasado del aceite de oliva, y los encurtidos.

#### Sector servicios
En el sector servicios, en el año 2005, la actividad económica más relevante es la hostería, que supone el 45,28% de las empresas del sector, seguida por el comercio, con el 32,08%, y el hospedaje, con el 1,89%.

### Evolución de la deuda viva municipal
El concepto de deuda viva contempla sólo las deudas con cajas y bancos relativas a créditos financieros, valores de renta fija y préstamos o créditos transferidos a terceros, excluyéndose, por tanto, la deuda comercial.
| Gráfica de evolución de Deuda viva del Ayuntamiento de Montalbán de Córdoba entre 2008 y 2019                                |
| |
| Deuda viva del Ayuntamiento de Montalbán de Córdoba en miles de euros según datos del Ministerio de Hacienda y Ad. Públicas. |

## Bienestar social

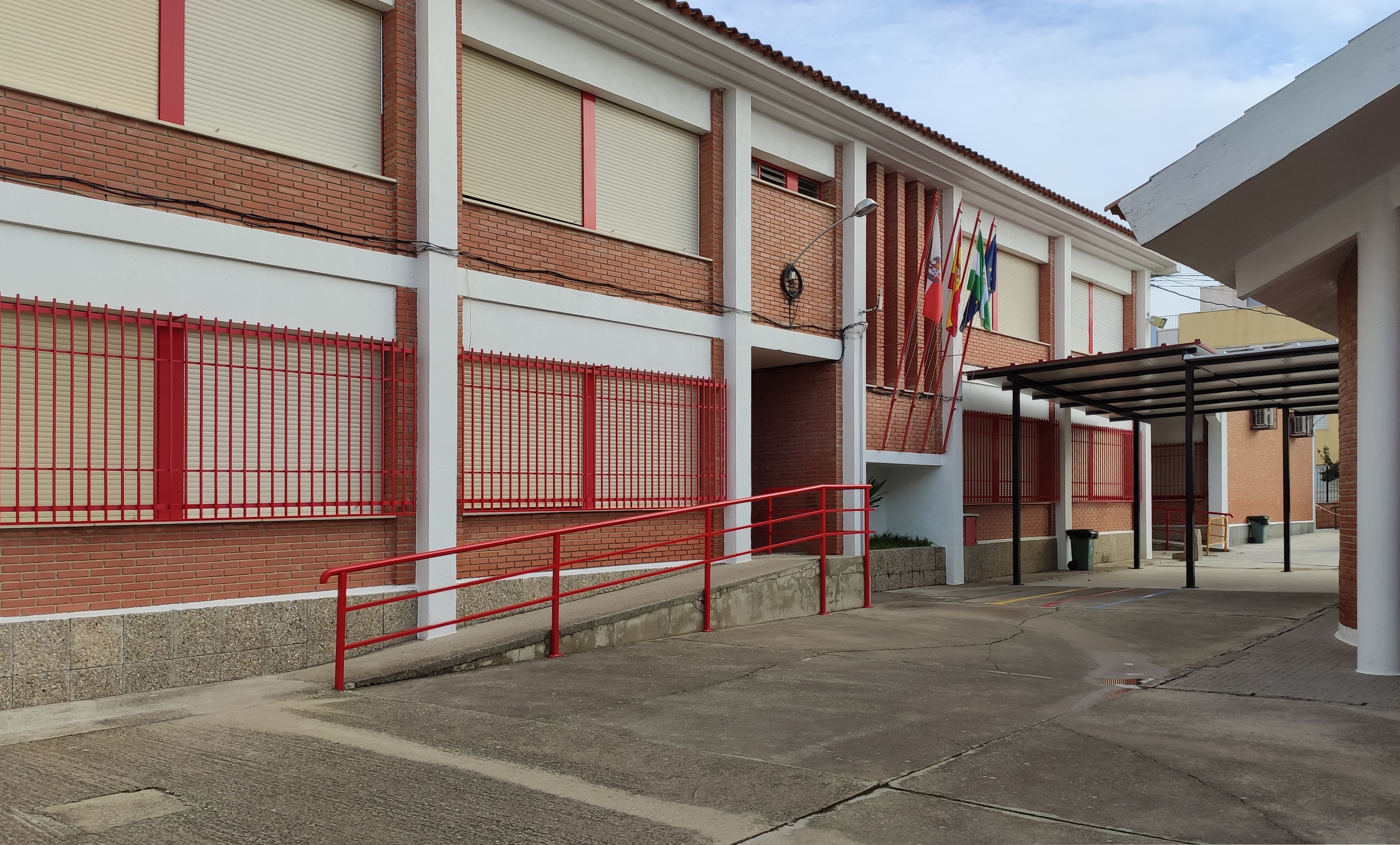
Colegio público Monte Albo

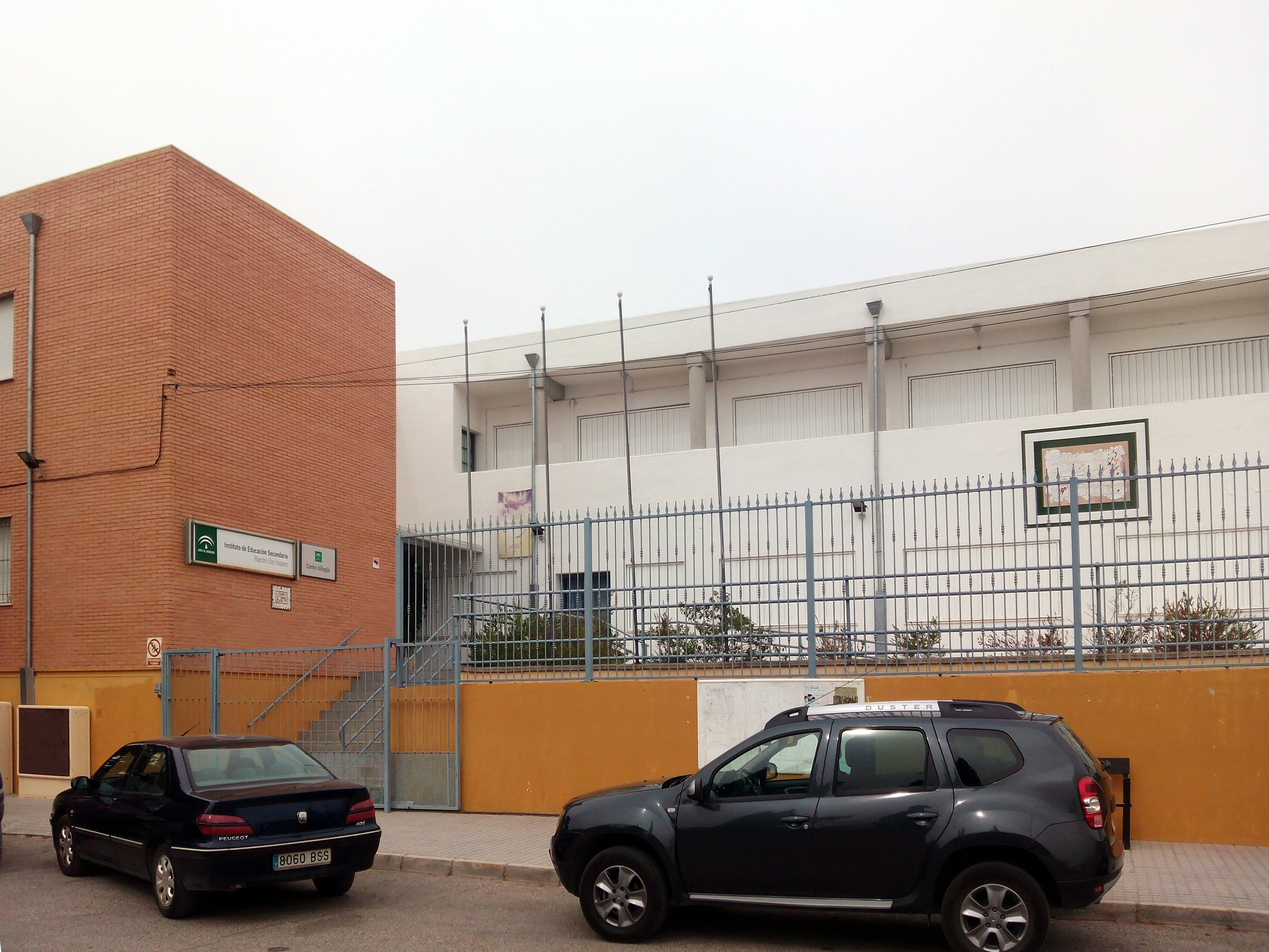
IES Maestro Eloy Vaquero

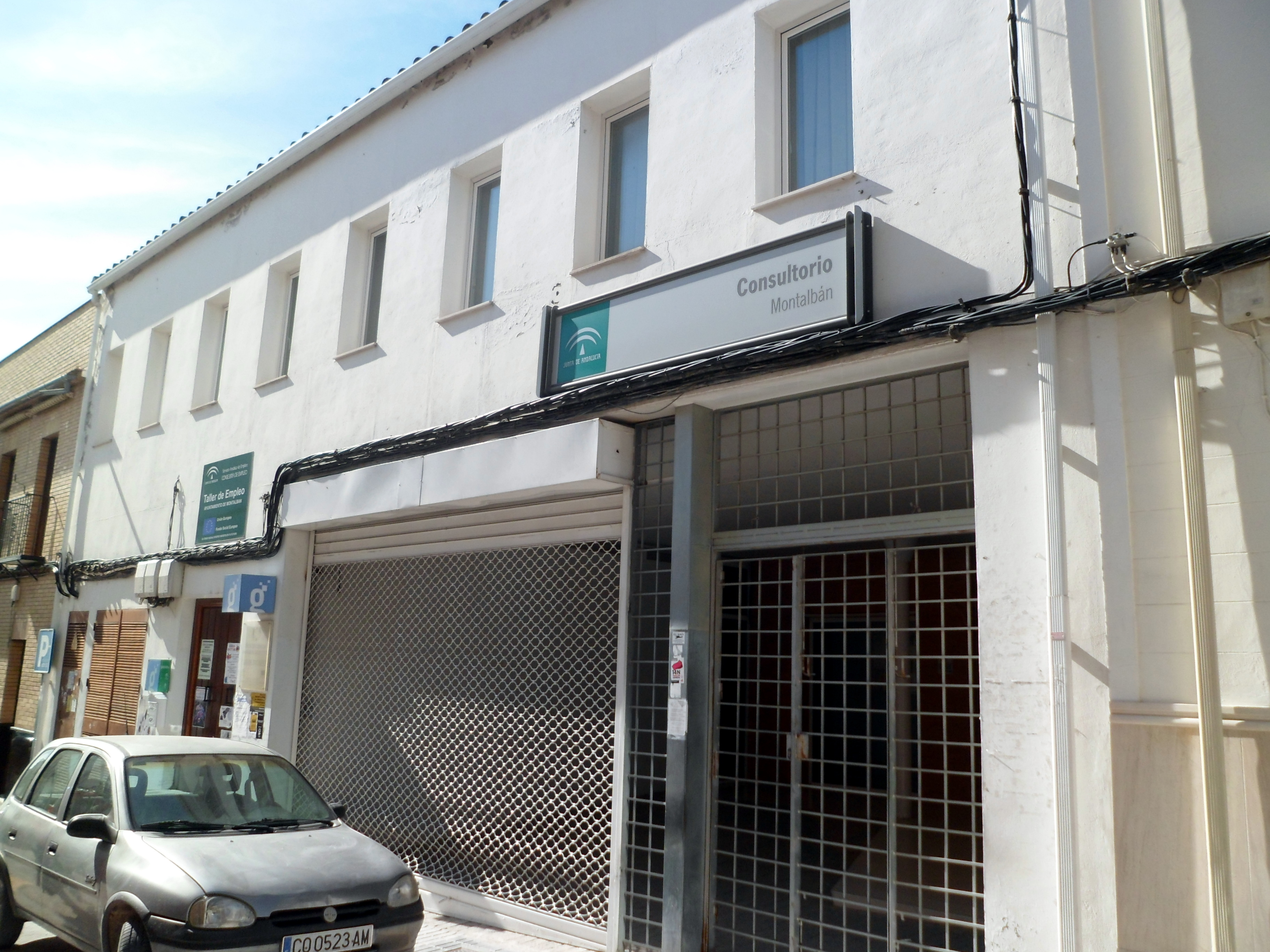
Centro Sanitario de Atención Primaria "Natividad Cabrera".

### Educación
- Colegio público Monte Albo, centro de educación infantil y primaria.[26]
- IES Maestro Eloy Vaquero, centro de educación secundaria.[27]
- Guardería municipal Carmen Sillero Ruz.[28]
- Centro de Formación Ocupacional "Luis del Pino".[29]
- Centro de Adultos[30]

### Sanidad
Dispone del Centro Sanitario de Atención Primaria "Natividad Cabrera". Además, la localidad se halla a unos 12 km del Hospital Público Comarcal de Montilla, gestionado por la Empresa Pública Hospital Alto Guadalquivir (E.P.H.A.G.).

### Servicios sociales
Existen en la localidad diferentes asociaciones que prestan servicios específicos a distintos colectivos.
- Asociación de Mayores del Club del Pensionista: localizada en un edificio de titularidad municipal.
- Asociación de Familiares de Enfermos de Alzheimer de Montalbán (Afademon)[34]
- Asociación para la integración de personas con problemas físicos y sensoriales (APROFIS "Nuevos Pasos")[35]
- Asociación Española contra el Cáncer.

### Gestión de residuos e infraestructura energética
Para la gestión de residuos dispone del denominado Complejo Medioambiental de Montalbán o "Vertedero de Trillo", que trata los residuos de 52 municipios de la provincia de Córdoba. Esta instalación cuenta además con una Planta de Desgasificación y Aprovechamiento Energético de Biogás que aprovecha los residuos para producir energía eléctrica procedente del biogás, con capacidad para cubrir las necesidades energéticas de 7500 hogares, pero que no sirve gas ni electricidad al municipio.

## Comunicaciones y transporte

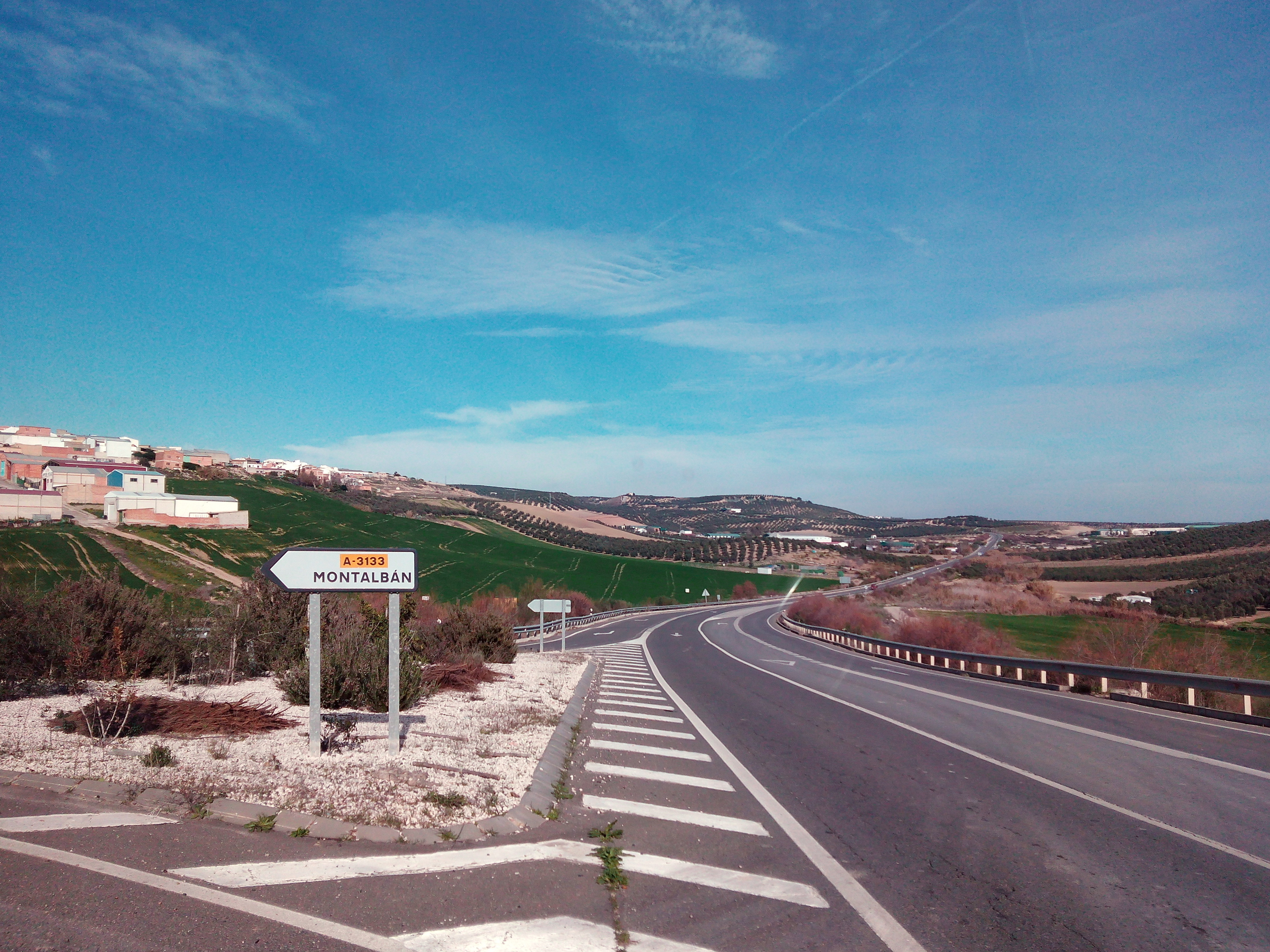
Carretera de entrada (A-3133).

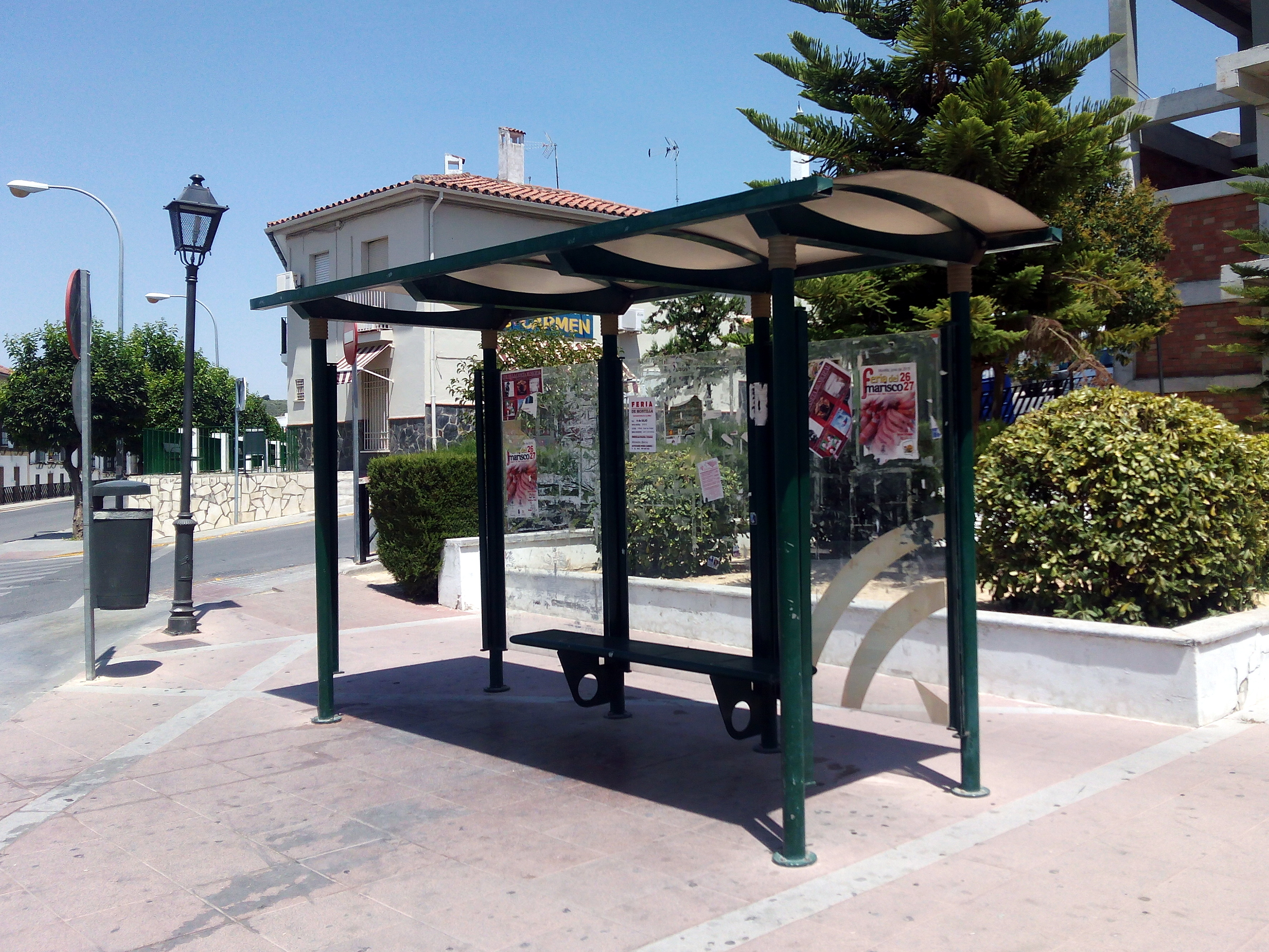
Parada de autobús en la plaza de las Viudas.

### Vías de acceso por carretera
Las principales vías de acceso a la localidad son:
| Identificador | Procedencia                             |
| ------------- | --------------------------------------- |
| A-3133        | Desde La Rambla y Puente Genil.         |
| A-386         | Desde Santaella y La Rambla.            |
| CO-4207       | Desde Montilla.                         |
| CP-268        | Desde San Sebastián de los Ballesteros. |

### Autobuses
Montalbán de Córdoba es punto de partida y de llegada de una línea de autobús que conecta la localidad con Córdoba, pasando por La Rambla, Montemayor y Fernán Núñez. Realiza varios trayectos a lo largo del día, a cargo de la empresa Carrera S.L.

### Distancias por carretera
La siguiente tabla muestra las distancias de Montalbán a los municipios más importantes de la provincia y España.
| Ciudad            | Distancia |  | Ciudad    | Distancia |
| ----------------- | --------- |  | --------- | --------- |
| Córdoba           | 37,9 km   |  | Madrid    | 400,1 km  |
| Lucena            | 36,1 km   |  | Barcelona | 857,1 km  |
| Puente Genil      | 24,2 km   |  | Valencia  | 524,2 km  |
| Montilla          | 12,1 km   |  | Sevilla   | 123 km    |
| Priego de Córdoba | 61,5 km   |  | Zaragoza  | 676,3 km  |
| Baena             | 48,2 km   |  | Málaga    | 125 km    |

## Patrimonio monumental

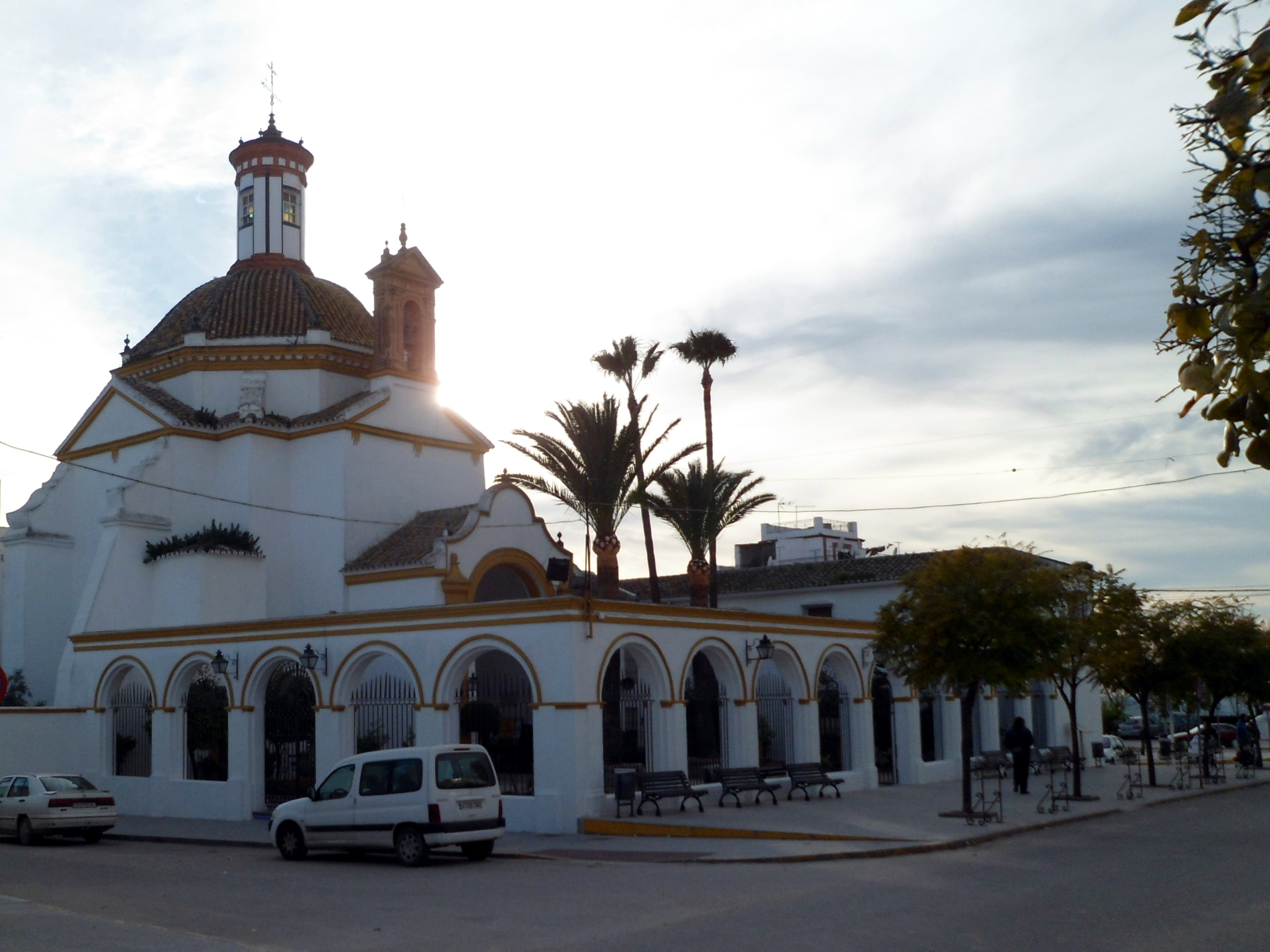
Ermita del Calvario

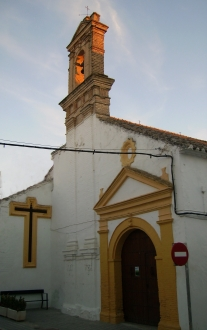
Ermita Madre de Dios

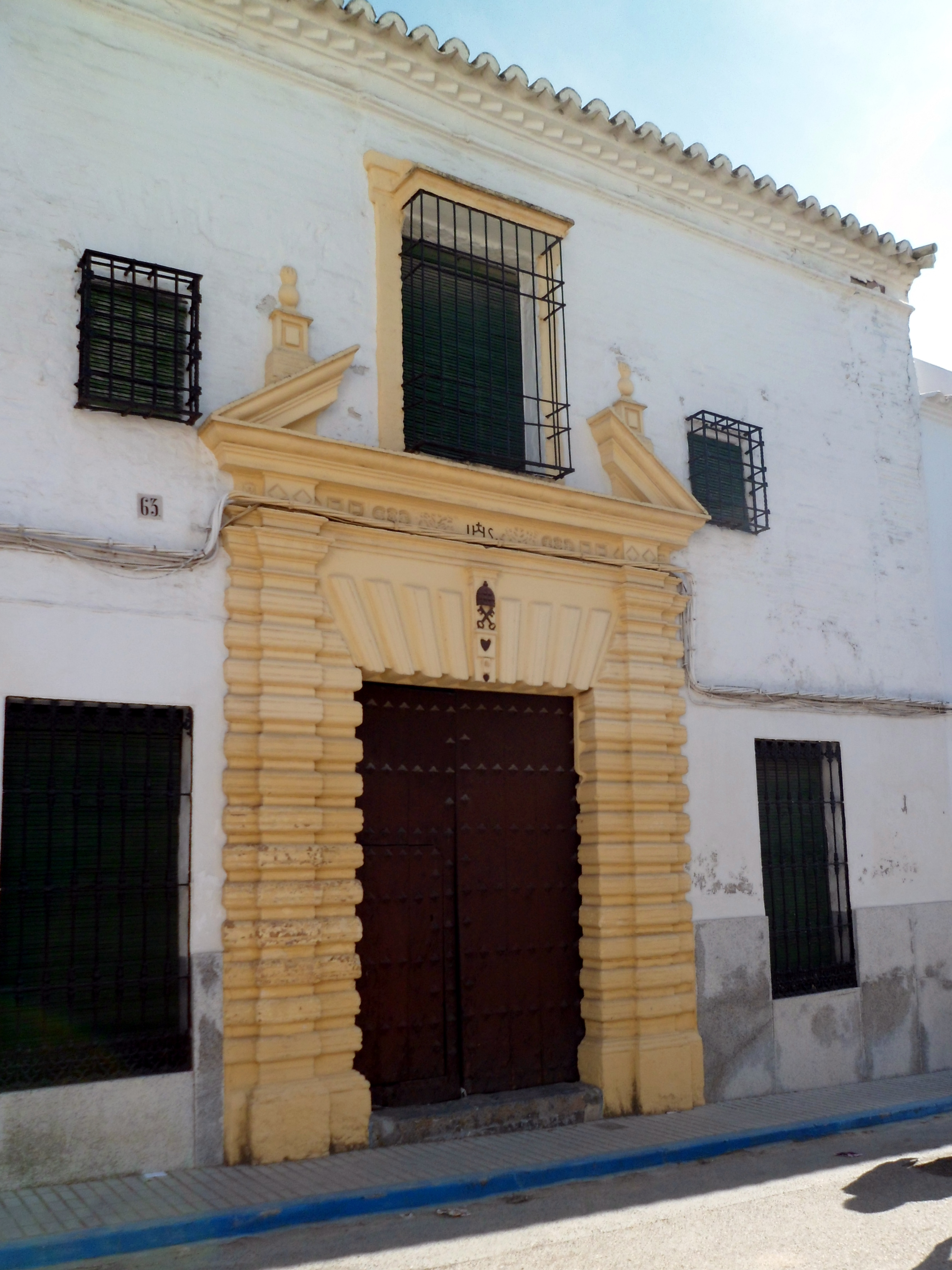
Casa de Capellanía

### Monumentos religiosos
- La actual ermita del Calvario data del siglo XIX d. C. y en ella se encuentra la imagen de Nuestro Padre Jesús de El Calvario, en cuyo honor se celebra la Feria de Agosto durante la cual van a visitarla numerosos peregrinos.[1] Este monumento es uno de los más conocidos de Montalbán siendo uno de sus símbolos.

- La ermita Madre de Dios es el templo más antiguo que se conserva en el municipio,[9] declarada Monumento Histórico Artístico en 1981[40] y Patrimonio Histórico Andaluz en 1996.[41] Sus arcos apuntados sostenidos por grandes pilares indican que debió erigirse en el siglo XVI d. C. aunque, como se observa en su fachada y su espadaña, su vieja fábrica fue renovada en el siglo XVIII d. C..[9]

- La Casa de Capellanía está situada en la calle Empedrada, frente a la parroquia de Santa María de Gracia. Se trata de una antigua hospedería para los clérigos ilustres que visitasen el pueblo.[9] De este monumento destaca su portada de piedra, en cuyo dintel tiene tallado el emblema del papado, una mitra sobre las llaves de San Pedro; y un corazón.[9]

### Yacimientos arqueológicos
- Las catacumbas de Tentecarreta son unas catacumbas paleocristianas situadas a unos 2 km del área urbana, construidas entre la segunda mitad del siglo IV d. C. y principios del siglo V d. C. según la datación de algunas monedas encontradas en el yacimiento en las que aparece la imagen del emperador Honorio.[1] Pertenecen al periodo del Imperio romano en el cual eran raras las catacumbas, siendo las de Montalbán únicas en España.[42] Están formadas por dos galerías en cruz y alineadas aproximadamente con los puntos cardinales.[42]

- El yacimiento arqueológico de Los Carramolos se halla en el centro del término municipal, sito en la cadena de cerros homónima, en el cual se ha encontrado cerámica ibérica típica.[1] En los restos arqueológicos del yacimiento se han podido distinguir poblados de la Edad del Hierro así como asentamientos de la época romana.[1]

### Patrimonio perdido
- La antigua parroquia de Santa María de Gracia, construida en 1549, fue derribada en 1965.[43] Hasta su demolición fue el monumento más antiguo conservado de la localidad.[9]
- La ermita-hospital de La Caridad, ubicada en la plaza de Andalucía, fue demolida para construir el cuartel de la Guardia Civil. En ese lugar se encuentra ahora el teatro municipal.
- La ermita de San Sebastián fue derribada a principios del siglo XX d. C.. Estaba ubicada en la calle Ancha, a la altura del Pasaje del Huerto del Duque.
- La ermita de la Vera Cruz se hallaba a la entrada del antiguo cementerio, al final de la calle Empedrada. Cuando el cementerio se trasladó a las afueras de la localidad la ermita fue derribada. El solar está ahora ocupado por una casa particular.
- La ermita de San José se encontraba en el espacio que hoy ocupa la calle de la Cultura. Fue derribada para abrir dicha calle y dar acceso a la barriada de La Paz. Inicialmente se planeó reconstruir la ermita al final de la nueva calle, pero finalmente en dicho lugar se construyó la Casa de la Cultura.
- El Molino del Duque, situado en una esquina de las calles Empedrada y Fray Sebastián de Jesús Sillero, fue derribado en 2008 para construir un bloque de pisos.
- El Mesto era un árbol, híbrido entre una encina y un alcornoque, que se encontraba a unos 7 km de Montalbán y era simbólico para la villa. El Mesto tenía unos ochocientos años cuando, en 1995, se desplomó debido a su propio peso y a los malos tratos recibidos en su tronco. Tuvo una altura de 15 m y un tronco de gran anchura.
- Otros edificios perdidos han sido el Castillo (Castillo de Montalván), la Tercia, el Lavadero de la Huerta de Dios, la Posada, el Tejar y las Cuevas de las Terremonteras entre otros.

## Cultura

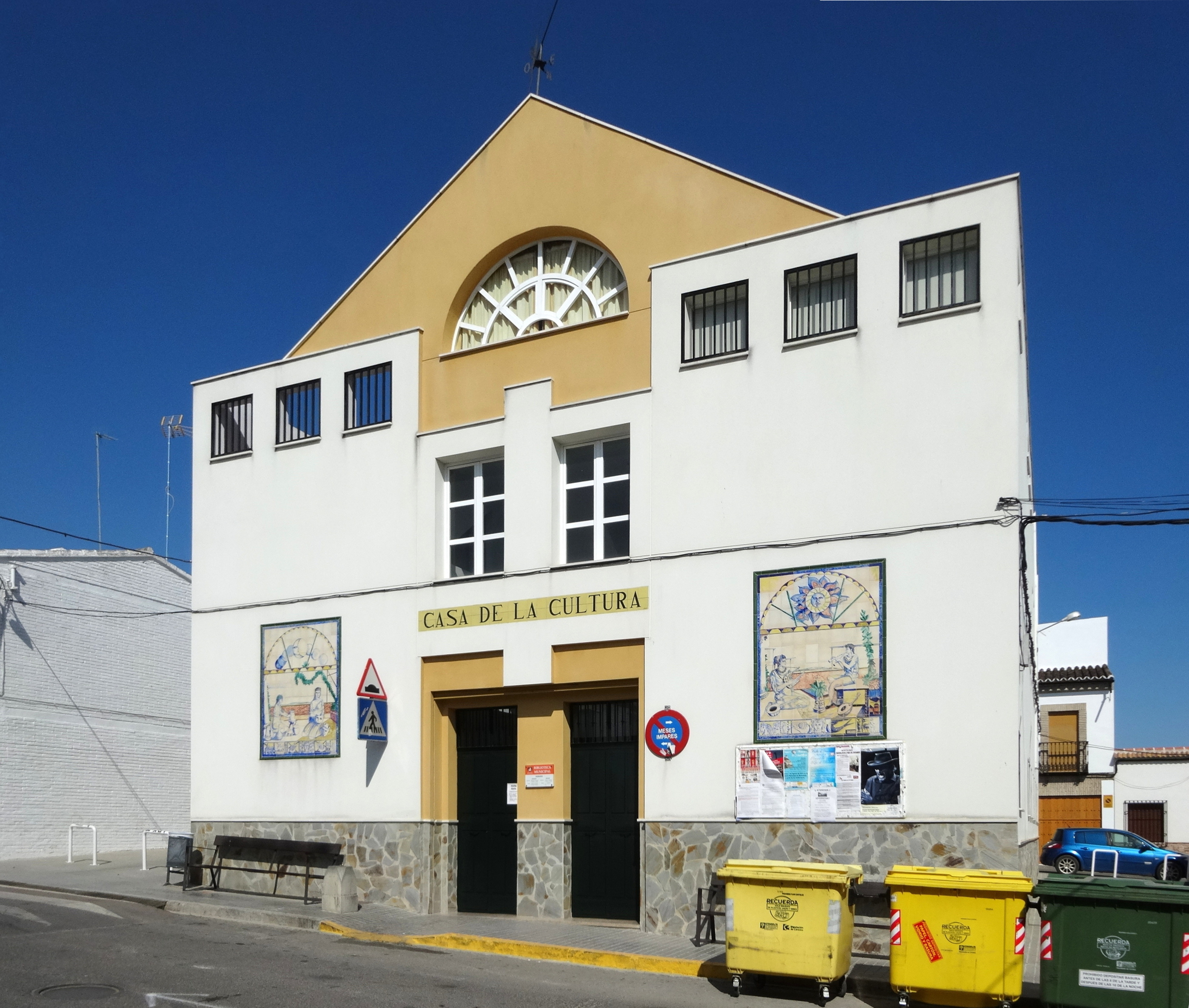
Casa de la Cultura

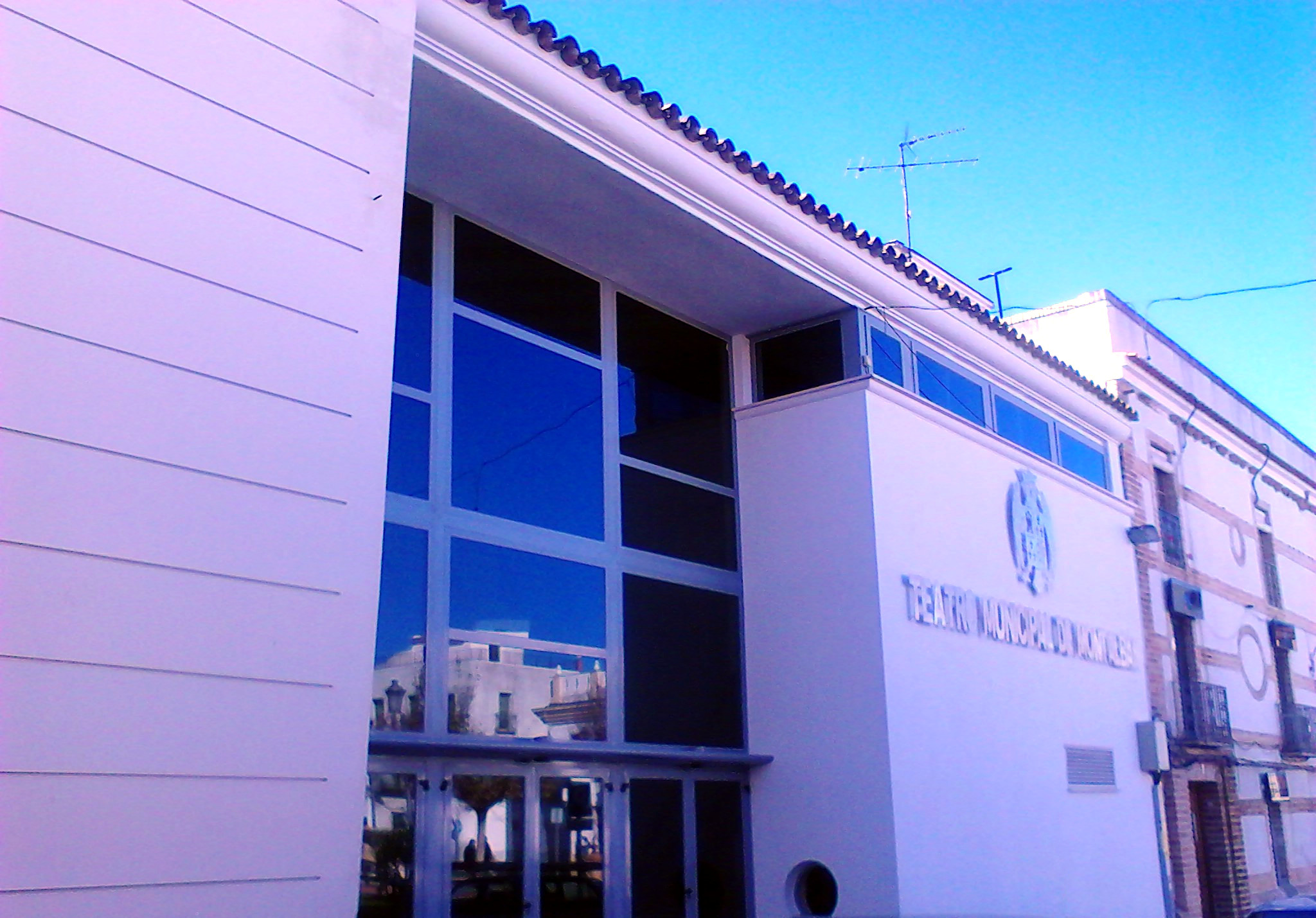
Teatro municipal

### El habla

Montalbán se encuentra en la zona ceceante de Córdoba, que se sitúa en el suroeste de la provincia.

#### Romería

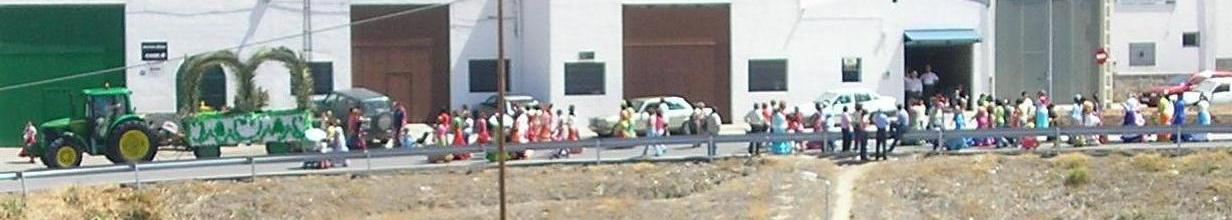
Romería de Montalbán de Córdoba en camino al paraje de la Huerta de Dios.

## Deporte

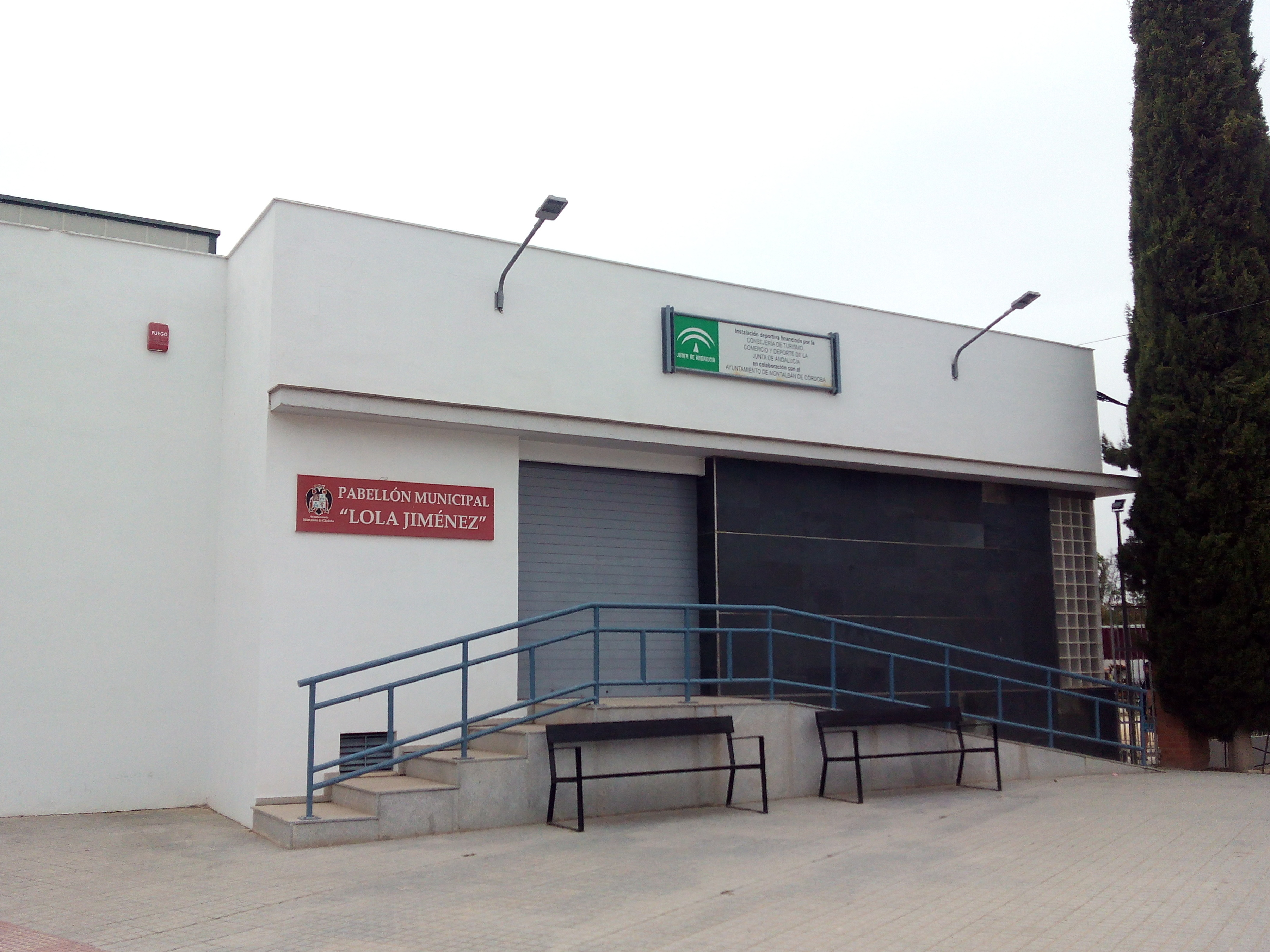
Pabellón municipal Lola Jiménez

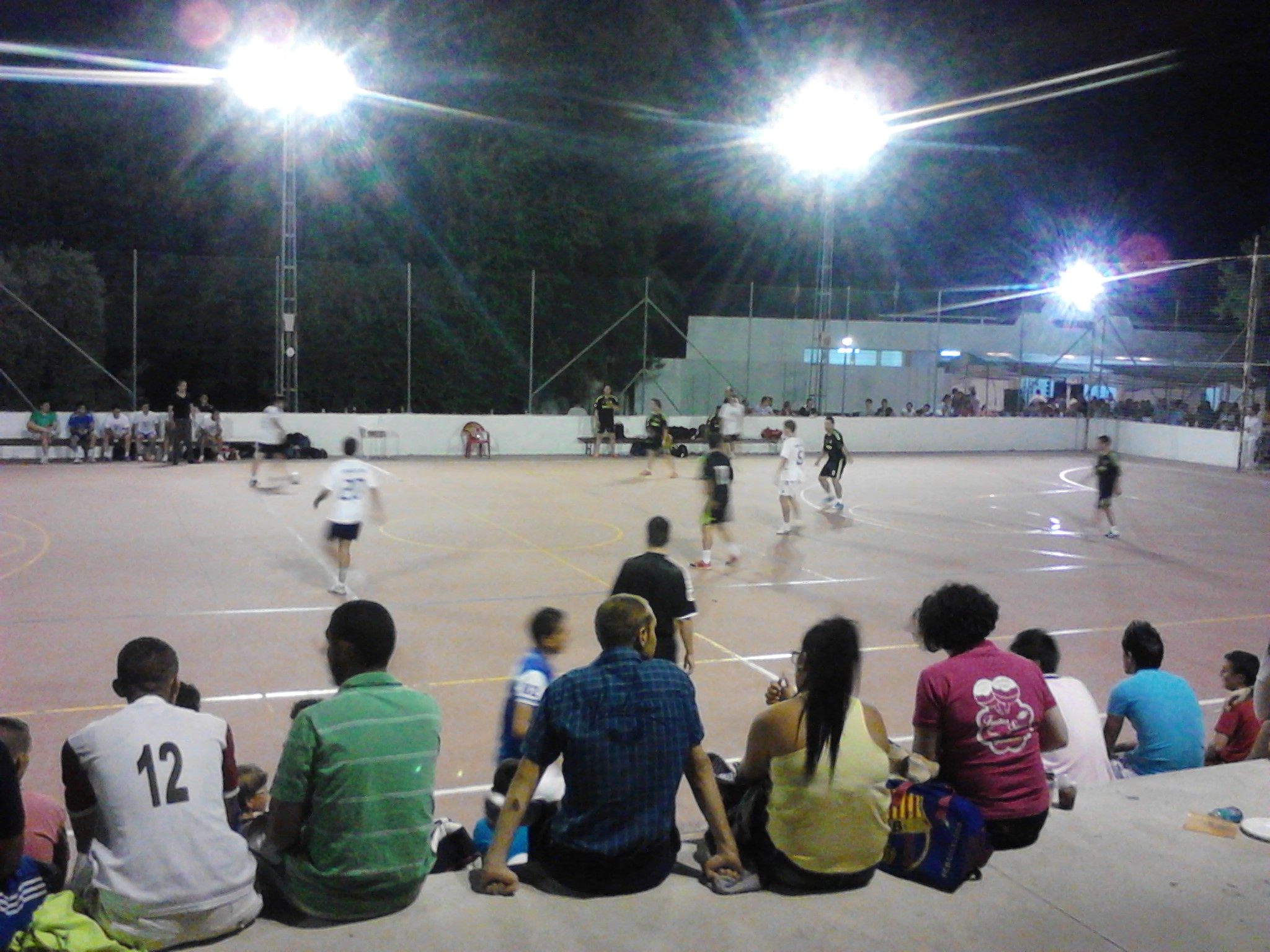
XXVIII Maratón de fútbol sala en el polideportivo municipal

## Patrimonio natural

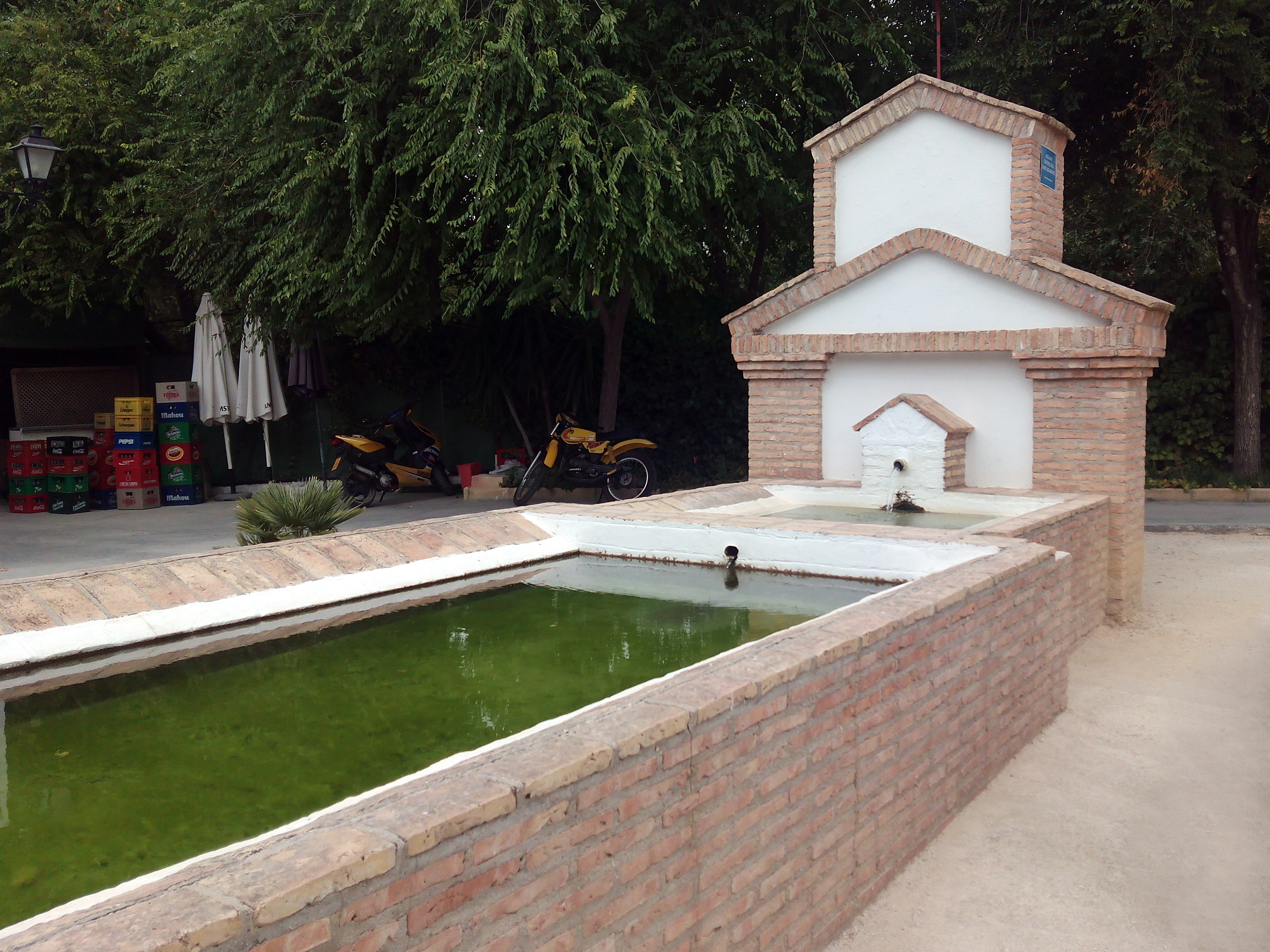
Fuente de la Piscina.

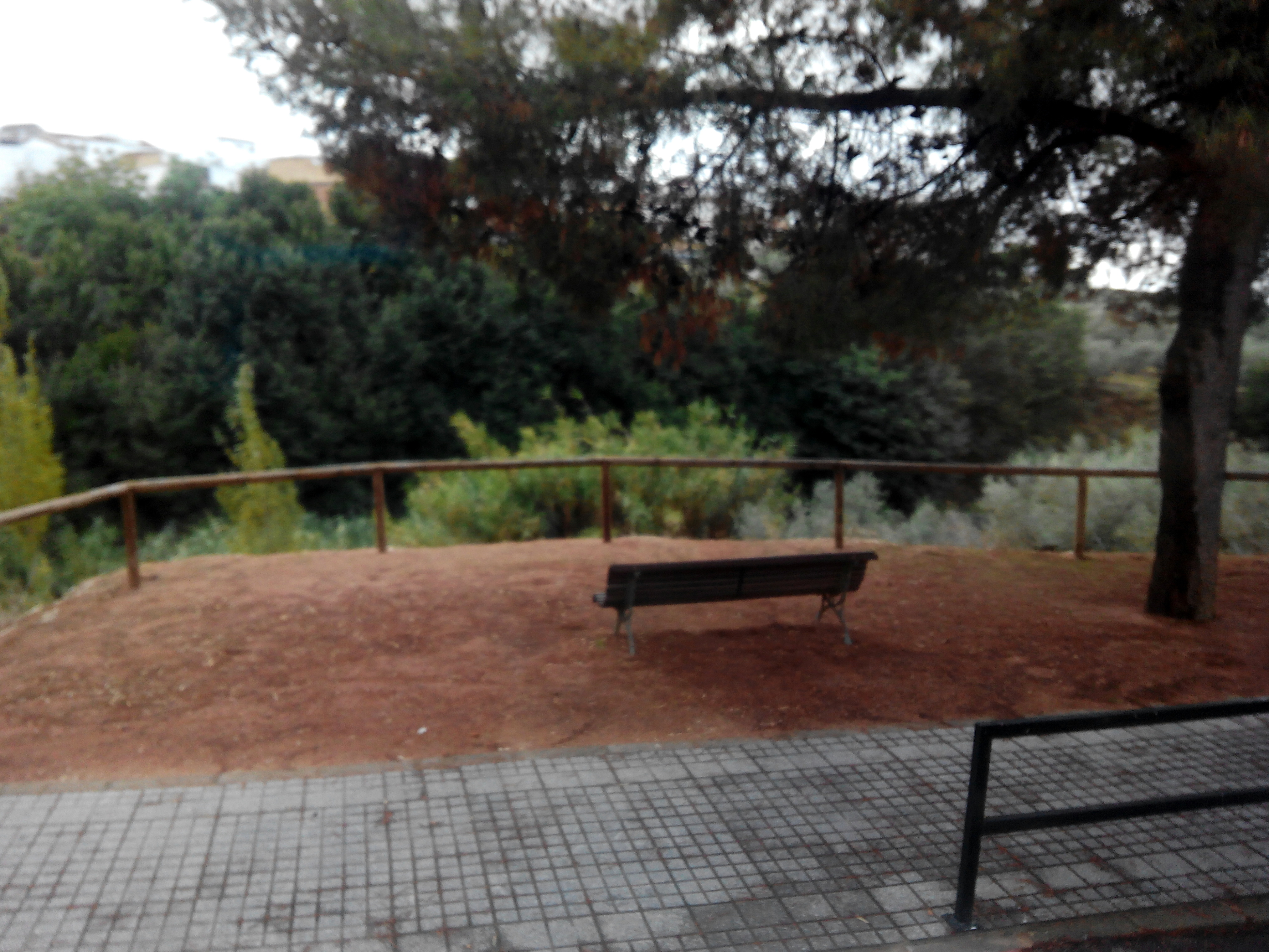
Mirador de la Alameda.

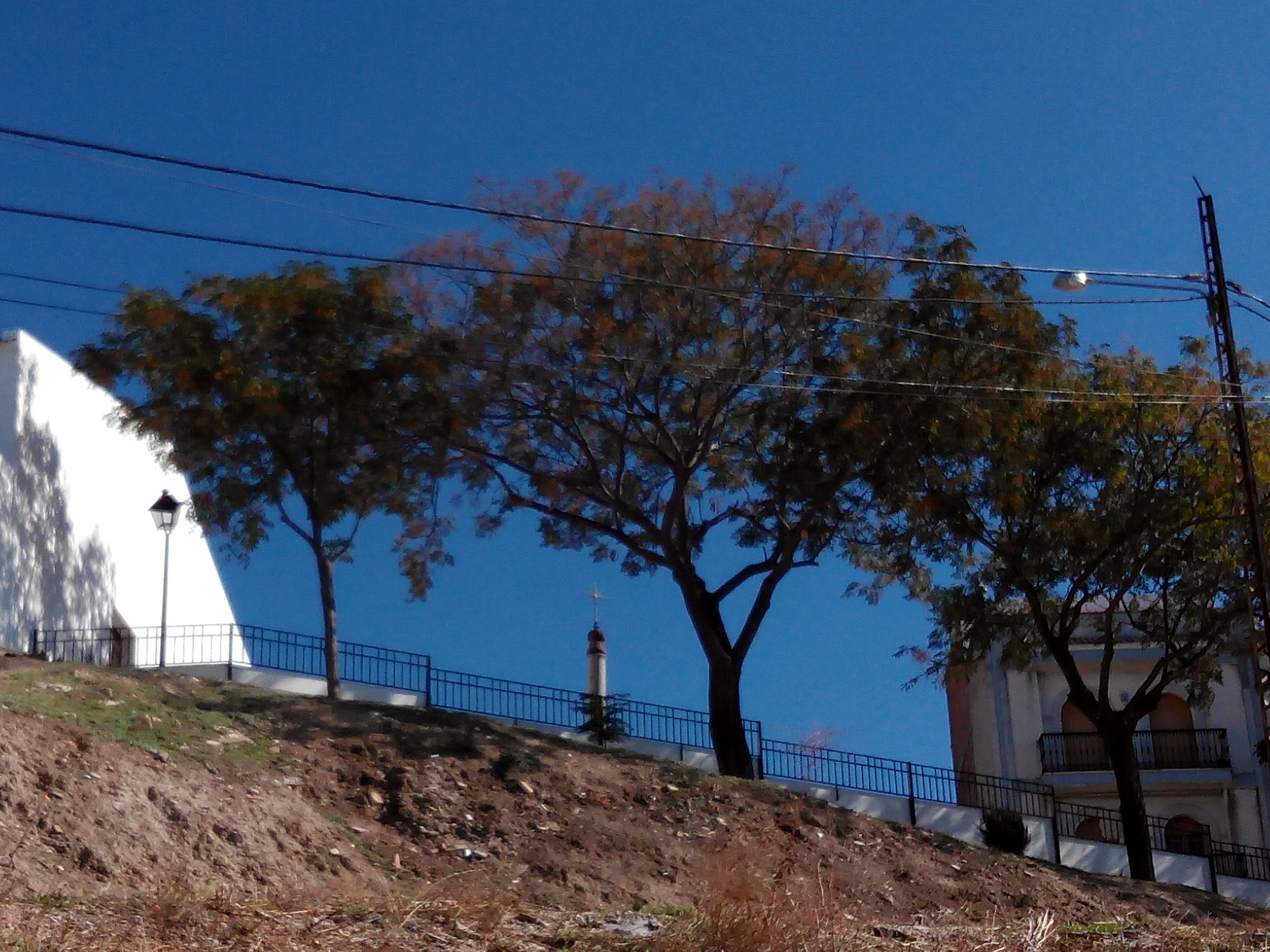
Mirador de la Cruz de San Antonio.